# 디원TV
《디원TV》는 대한민국의 유료방송 채널 사용 사업자 KX이노베이션가 운영 중인 범죄 수사 전문 채널로, 2006년에 개국하였다.

## 개요
범죄 예방 단체와 경찰청 등과 협력해 매월 "범죄예방 및 재발방지 캠페인"을 벌이는 등 범죄 없는 세상을 위하여 노력하고 있다. 범죄 수사와 관련한 프로그램 외에도 지상파 방송사의 드라마와 교양 프로그램 등도 방송한다. 2009년 4월 현재 가입자 수는 전국 60여 개 지역 800만 세대이다.

## 같이 보기
- 다큐원
- Mplex
- 팍스경제TV